# Witold Sulimirski
Witold Sulimirski h. Lubicz (ur. 3 listopada 1899 w Krośnie, zm. 23 września 1920 pod Zasławiem) – podporucznik kawalerii Wojska Polskiego, działacz niepodległościowy, kawaler Orderu Virtuti Militari.

## Życiorys
Syn Wita (1874–1943) i Oktawii z Peszyńskich h. Cholewa (1877–1959). Był bratem Tadeusza (1898–1983), Marii Jadwigi (1901–1972) zamężnej z Kazimierzem Plisowskim i Oktawi (1904–1972) zamężnej z Tadeuszem Wiatrem.
W czasie I wojny światowej służył w Legionach Polskich. 5 czerwca 1919 jako podoficer byłych Legionów Polskich, pełniący służbę w 1 pułku szwoleżerów, został mianowany z dniem 1 maja 1919 podporucznikiem kawalerii. Później został przeniesiony do 6 pułku ułanów i przydzielony do 2 szwadronu na stanowisko dowódcy plutonu. Wyróżnił się 23 września 1920 w bitwie pod Zasławiem. Następnego dnia dowódca pułku, podpułkownik Stefan Grabowski sporządził wniosek na odznaczenie podporucznika Sulimirskiego orderem „Virtuti Militari”, w którym napisał: w szarży pod Zasławiem 2 szwadronu wraz z plutonowym Zygmuntem Szpiegelem i ułanem Franciszkiem Gnypem z nieustraszoną odwagą nacierając na nieprzyjaciela i rzedząc jego szergi poległ śmiercią bohaterską od kul karabinów maszynowych przyczyniając się do zwycięstwa nad nieprzyjacielem.

## Ordery i odznaczenia
- Krzyż Srebrny Orderu Wojskowego Virtuti Militari nr 904 – 26 stycznia 1922[11][12][13]
- Medal Niepodległości – 19 grudnia 1933 „za pracę w dziele odzyskania niepodległości”[14][2][15]